# Big Daddy (BioShock)
(Andrew Ryan)
I Big Daddy sono personaggi immaginari della serie di videogiochi BioShock. Si presentano come degli uomini con indosso una tuta da palombaro più o meno corazzata ispirata allo stile steampunk. Possono essere armati con pistole rivettatrici, trivelle, lanciarazzi o laser a ioni.
Vagano per la città distopica sottomarina di Rapture e sono mentalmente condizionati per proteggere le sorelline (bambine che raccolgono una sostanza chiamata ADAM dai cadaveri sparsi per la città) grazie a una serie di plasmidi (ricombinanti genetici) che li hanno spogliati della loro umanità e del loro libero arbitrio. Le interazioni del giocatore con i vari Big Daddy e le sorelline sono state descritte dallo sviluppatore del titolo Ken Levine come la pietra angolare del gioco, ciò a causa del bisogno di ADAM richiesto al giocatore.
Anche se emettono rumori di sottofondo simili a quelli delle balene tali suoni sono stati creati dal doppiatore Stephen Stanton. Progettato da Irrational Games (quindi sotto la supervisione di 2K Boston e 2K Australia) è apparso per la prima volta nel videogioco BioShock. Una statua alta sei pollici del Big Daddy è stata inclusa nella edizione limitata del titolo. Nel sequel, BioShock 2, il giocatore controlla un prototipo di Big Daddy.

## Concezione e design

### Creazione

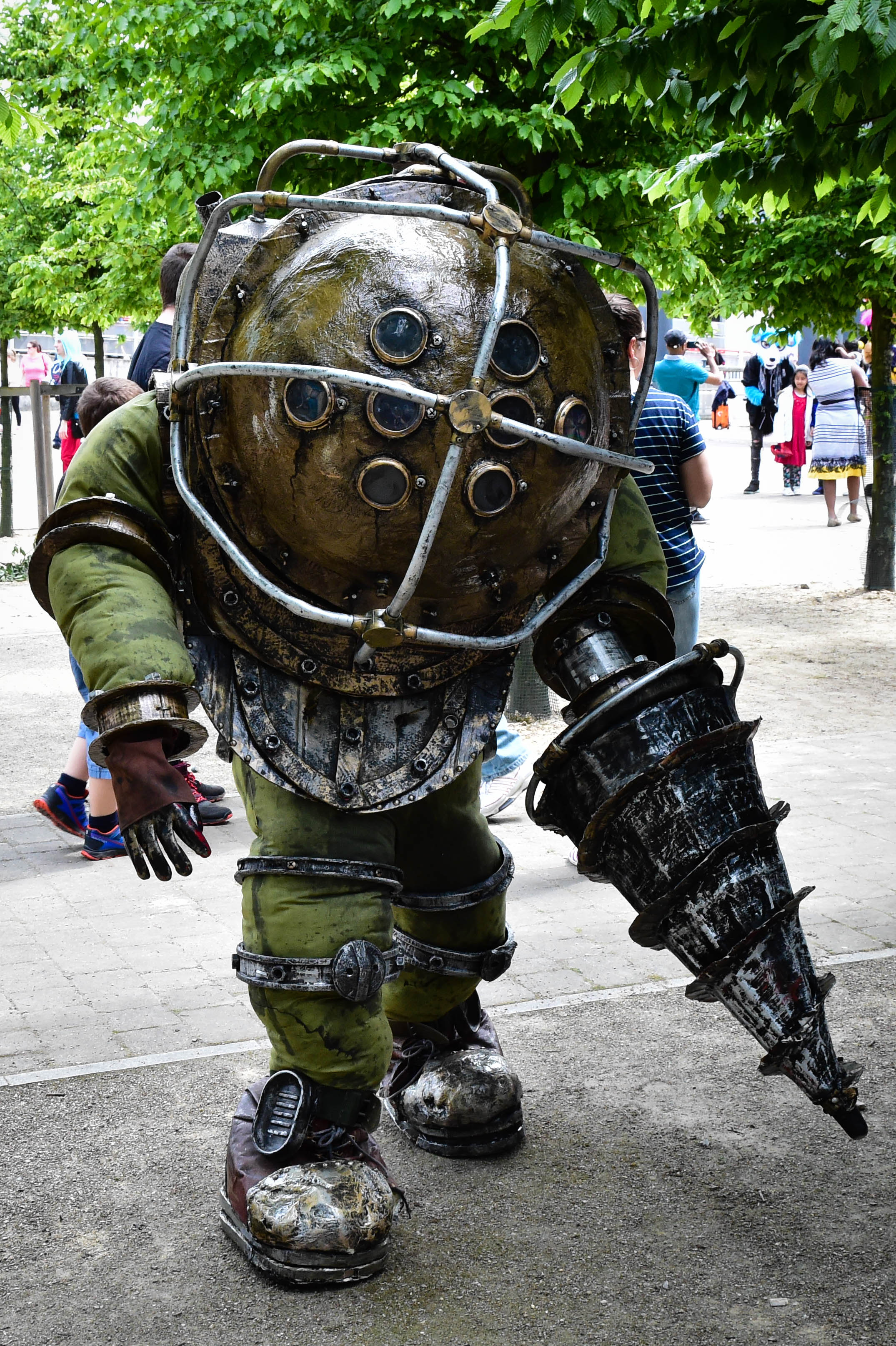
Cosplay di un Big Daddy (modello Buttafuori)

Concepito fin da subito come un uomo racchiuso in una muta da palombaro con lo scopo di proteggere dei personaggi "raccoglitori" (di ADAM) nel titolo, molte idee furono prese in considerazione per delineare il loro aspetto fisico, inclusa una versione su sedia a rotelle. Man mano che i progetti per i singoli tipi si evolvevano i dettagli intricati della tuta venivano elaborati pezzo per pezzo usando l'idea di fondo che alcune delle loro parti sarebbero state costruite usando diversi componenti recuperati da Rapture.

### Modelli
Due versioni di Big Daddy sono presenti nel primo capitolo di BioShock: il "Rosie" e il "Buttafuori". Le bozze iniziali del modello Rosie consideravano una leggera tuta da immersione atmosferica con un unico foro nel casco per la visione, inoltre erano totalmente assenti l'avambraccio sinistro e la mano per essere sostituiti da un gancio e una puleggia supportati da dei cavi attaccati a un moncherino. Nei disegni successivi il braccio venne ripristinato aggiungendo una pistola per rivetti, dei pesanti serbatoi di ossigeno montati su entrambe le spalle e un paio di tentacoli simili a quelli di un calamaro che si estendevano da ciascuna spalla. La sua versione definitiva rimase abbastanza simile a quest'ultima con le uniche differenze significative riscontrabili nella rimozione dei tentacoli e in un unico serbatoio di ossigeno posizionato sul dorso. Anche la pistola rivettatrice del modello Rosie è passata attraverso diversi miglioramenti del design con l'intento di renderla "più corposa e minacciosa".
Il modello Buttafuori era inizialmente caratterizzato da una muta subacquea più pesante rispetto a quella del modello Rosie, con un elmetto più pesantemente corazzato e con la visiera caratterizzata da molti piccoli fori. Per l'armamento erano state prese in considerazione diverse idee, originariamente esso consisteva in una ventola montata sul polso del braccio destro e da un doppio gancio nella mano sinistra. Questi sono stati successivamente sostituiti da delle smerigliatrici. Infine l'armamentario fu modificato nel progetto finale optando per una trivella pesante sulla mano destra, con un motore e uno scarico posizionati sopra la spalla destra.

Un Big Daddy "Buttafuori-Élite" ipnotizzato nei pressi di Fort Frolic.

Entrambi questi modelli hanno una loro versione "Elite", la cui unica differenza visibile, oltre a una maggiore forza, è che la loro armatura è bianca con una striscia rossa.
Un terzo modello, soprannominato "Slow Pro FUM" dal team di sviluppo fu escluso dal gioco. Esso doveva essere estremamente lento nei movimenti ma dotato di un grosso cannone in grado di colpire il giocatore a lunga distanza. Nonostante fossero destinati al combattimento a media-lunga distanza gli sviluppatori notarono che i suoi attacchi in mischia erano destinati a essere altrettanto potenti. In un'intervista con "Bonus Round" di GameTrailers, i progettisti di BioShock Bill Gardner e Hogarth De La Plante affermarono che fu proprio quest'ultimo aspetto a determinare la sua estromissione dal titolo durante l'ultima fase di sviluppo. In BioShock 2 viene introdotto un modello analogo chiamato "Rumbler", il cui armamento consiste in un lanciarazzi montato sulla spalla destra e la possibilità di dispiegare delle mini-torrette in un'area limitata.
In BioShock 2 i giocatori hanno il controllo di un soggetto della serie "Delta", il primo Big Daddy in grado di vivere in simbiosi con successo assieme a una sorellina. I designer volevano che avesse un aspetto ruvido e assomigliasse a un "work in progress" e per questo decisero d'incorporare elementi appartenenti ai modelli temporalmente successivi. Furono considerati diversi prototipi combinando le parti dei modelli Rosie e Buttafuori prima che gli sviluppatori optassero per un'apparenza più simile al modello Rosie pur sempre mantenendo la pesante trivella del modello Buttafuori. Nel DLC Protector Trials il giocatore gioca nei panni di un "Big Daddy Alpha" sconosciuto mentre nel DLC Minerva's Den il giocatore interpreta il "Soggetto Sigma". Sempre nel DLC Minerva's Den viene presentato un nuovo Big Daddy chiamato "Lancer". Esso è dotato di una nuova arma, il laser a ioni, in grado di accecare il giocatore.

## Apparizioni

### Nei videogiochi

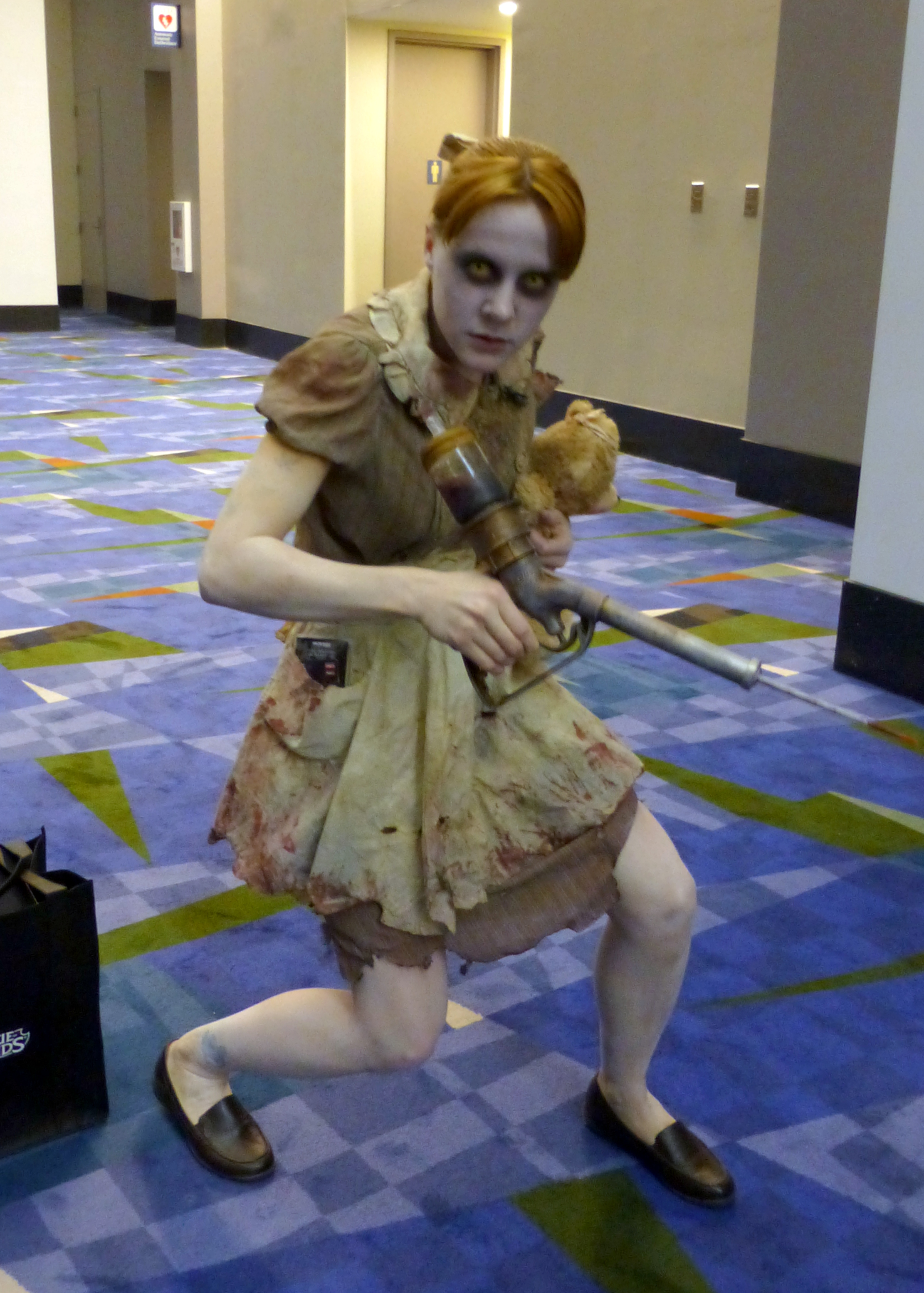
Cosplay di una sorellina

I Big Daddy sono le guardie del corpo delle sorelline, le quali si riferiscono ad essi con il nome di "Mr. Bubbles" o "Mr. B". Il giocatore per ottenere l'ADAM, al fine di potenziarsi, deve uccidere i Big Daddy per poi estirparlo dalle sorelline (scegliendo se estrarlo da loro in modiche quantità per preservare le loro vite o massicciamente provocandone la loro morte).
Se la schermata principale del titolo BioShock viene lasciata inattiva viene riprodotta una sequenza video che mostra la natura violenta di un Big Daddy qualora una sorellina venisse messa in pericolo.
Al di fuori dallo scopo di proteggere le sorelline raramente interagiscono con qualcos'altro. Sono incapaci di parlare e possono comunicare solo attraverso lamenti, grugniti e ruggiti. Se un Big Daddy incontra il personaggio del giocatore o un ricombinante non attaccherà mai per primo se non provocato. Tuttavia, se il giocatore o un ricombinante (persone drogate di ADAM) si avvicinano troppo a una sorellina il Big Daddy assumerà una posizione aggressiva nel tentativo di spaventare il trasgressore. Se il Big Daddy o la sorellina vengono attaccati (intenzionalmente o accidentalmente), il Big Daddy risponderà all'attacco fino a quando lui o l'attaccante non saranno morti. Il Big Daddy attaccherà anche se si starà troppo vicini alla Sorellina per molto tempo anche senza mai attaccare lei o il Big Daddy. Un plasmide chiamato 'Hypnotize Big Daddy' può essere ottenuto nel videogioco; esso viene utilizzato per ipnotizzare i Big Daddy al fine di fargli proteggere il giocatore, ma la sorellina da lui scortata viene automaticamente abbandonata portando alla conseguente perdita della possibilità di ottenere da lei l'ADAM.
Le luci visibili sui loro caschi indicano i loro stati d'animo: il giallo indica che il Big Daddy è indifferente, il rosso indica rabbia, e il verde indica che il Big Daddy è ipnotizzato e amichevole nei confronti del giocatore.
In BioShock 2 il giocatore assume il ruolo del soggetto Delta, precedentemente noto come "Johnny Topside", che è un primo prototipo di Big Daddy della serie Alpha. È il primo Big Daddy ad essere stato "accoppiato con successo" con una singola sorellina. La serie Alpha denota un tipo di Big Daddy snello, veloce e agile ma poco corazzato (simile al modello Rosie). La serie Alpha non è stata innestata nelle tute da palombaro come i modelli di produzione successivi ma rimane ancora pesantemente legata a essa pur essendo in grado di utilizzare i Plasmidi (a differenza delle serie successive). Tuttavia la serie Alpha soffre di un grosso difetto: il legame con la sorellina è unico e qualora venisse uccisa o allontanata eccessivamente dal modello specifico di riferimento allora l'Alfa finirà per cadere in un coma o in una rabbia furiosa. Le successive generazioni di Big Daddy rimossero lo specifico legame di coppia in favore di nuovi modelli in grado di proteggere qualsiasi sorellina in generale. In BioShock 2, a differenza del gioco precedente, le sorelline non scapperanno dal giocatore quando lo incontreranno ma lo saluteranno.
Nel DLC di BioShock 2 chiamato Minerva's Den, il giocatore assume il ruolo di soggetto Sigma, precedentemente noto come "Charles Milton Porter".
Un Big Daddy di tipo Buttafuori appare come personaggio giocabile su PlayStation All-Stars Battle Royale.
Il Big Daddy, in particolare il tipo Buttafuori, appare ancora in BioShock Infinite nel suo DLC Burial at Sea. I Buttafuori all'interno del DLC sono leggermente diversi rispetto a quelli dei primi 2 capitoli in quanto hanno un braccio a trivella in grado di "spararla" a una breve distanza. Successivamente viene rivelato che questa funzione non era presente nei modelli di Buttafuori dei primi capitoli di BioShock poiché la punta di perforazione estraibile venne ritenuta inaffidabile in quanto aveva un elevato rischio di rompersi e fu proprio per questo motivo che il Dr. Yi Suchong raccomandò una trivella fissa.

### Promozione e merchandise
Per promuovere BioShock, 2K Games abbinò una statuetta dalle fattezze di un Big Daddy alta sei pollici alla limited edition del titolo. Tuttavia, a causa di diverse statuine danneggiate 2K Games annunciò, nel novembre 2007, la distribuzione di statuette sostitutive accompagnate da un artbook del gioco.

## Accoglienza

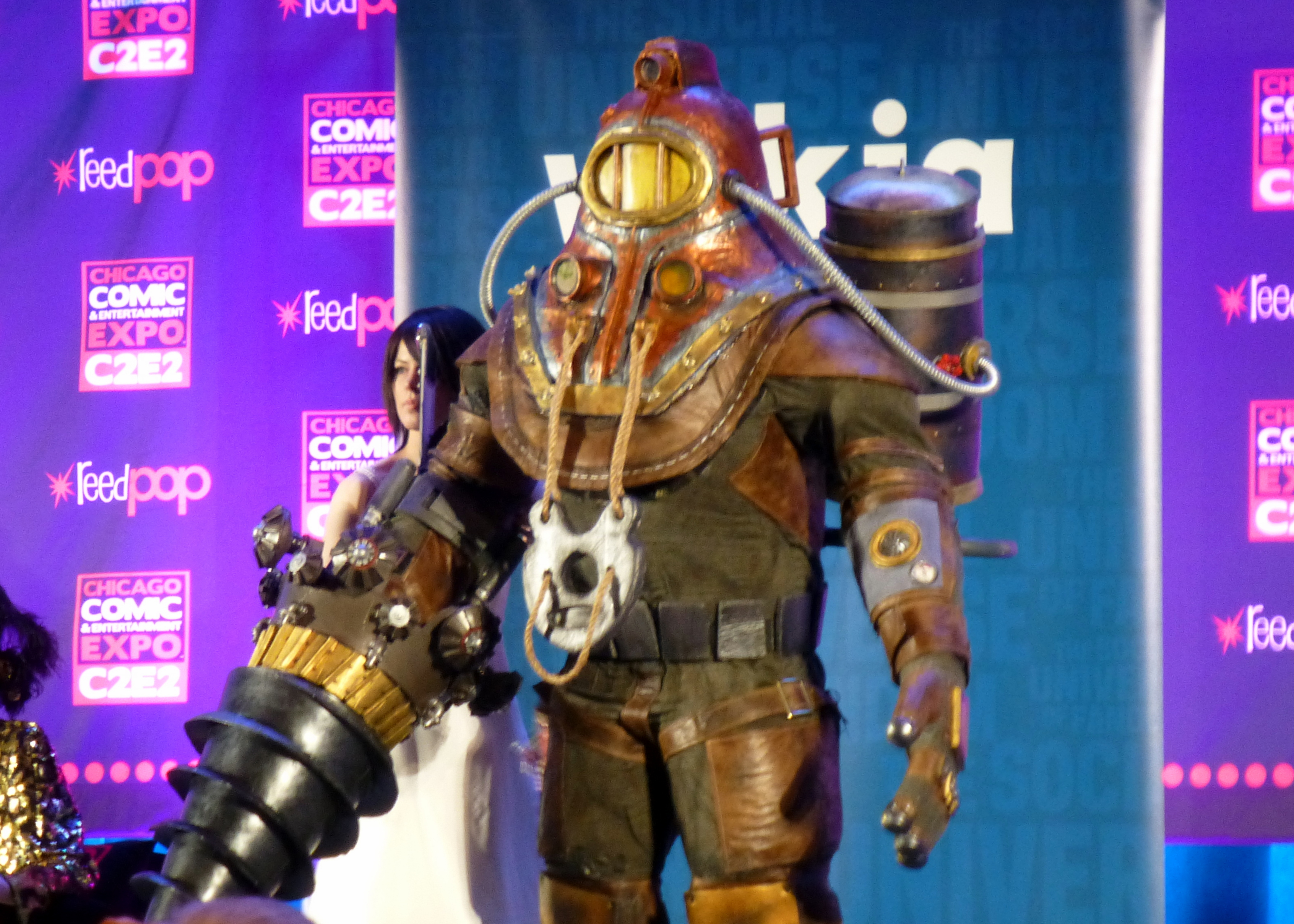
Cosplay di un Big Daddy (modello Delta)

Il Pittsburgh Tribune-Review descrisse il Big Daddy come "un treno merci umano trasformato in mostro" sottolineando il dilemma morale sull'opportunità di combatterlo o meno. PC Gamer li ha definiti "bizzarri e avvincenti da guardare" e ha aggiunto che "non si è mai visto nulla in un gioco così arrabbiato come un Big Daddy quando è provocato". 1UP.com l'ha definito "l'anima di BioShock" e il suo "centro morale" aggiungendo che esso "non sceglie di combattere contro di te ma devi prendere tu la decisione di farlo... anche se lo temi non hai una ragione per odiare i Big Daddy".
IGN descrisse il Big Daddy come uno dei migliori mostri dei videogiochi di tutti i tempi e in un altro articolo dichiarò: "pochi nemici ispirano una tale combinazione di meraviglia e puro terrore nei giocatori come il colossale Big Daddy". In un articolo che paventava un film di BioShock gli editori Phil Pirrello e Christopher Monfette hanno dichiarato: "nessun personaggio così recente ha ottenuto lo status di icona tanto rapidamente quanto il Big Daddy di BioShock... e il nostro eroe è un personaggio positivo come lui". Nonostante gli elogi della testata in un articolo successivo esso venne classificato dai lettori all'ottavo posto tra i personaggi dei videogiochi più sopravvalutati. IGN provò a spiegare questo risultato attribuendolo al fatto che mentre il gioco progrediva il Big Daddy diventava una minaccia minore rimuovendo l'immagine "spaventosa" che il personaggio creava, a primo impatto, ai giocatori.
Nel 2007 IGN ha presentato il personaggio per il suo premio "Badasssss!" in cui ottenne il terzo posto, subito dopo Master Chief e Samus Aran. X-Play lo ha inserito al terzo posto nella lista dei "10 migliori mostri di videogame di tutti i tempi", descrivendolo come "un'unione tra fulminea rapidità e tenacia omicida, in un vestito che implica un essere confinato in un inferno". GameDaily ha inserito il personaggio al 3º posto nella "Top 25" dei mostri più spaventosi nei videogiochi. Gli articoli successivi della testata definirono il suo ruolo di protettore delle sorelline come uno dei più grandi duetti dei videogiochi e classificarono il Big Daddy come il miglior nemico non-boss in un videogioco, descrivendolo come "la madre cattiva che non vorremmo mai avere". GamesRadar lo ha indicato come uno dei 25 migliori nuovi personaggi del decennio, descrivendolo come "spaventoso e triste e, tuttavia, inquietantemente umano" nonché "brutalmente crudele con gli estranei come altrettanto amorevole e gentile con le sorelline".